# Мусульманский национальный совет в Грузии
Мусульманский национальный совет в Грузии (азерб. کرجستان مسلمانلارنیك ملی شوراسی, груз. საქართველოს მუსულმანთა ეროვნული საბჭო) — избирательный блок, принявшее участие в выборах в Учредительное собрание Грузии в феврале 1919 года под номером 6. Избирательный субъект представил в избирательную комиссию список из пяти кандидатов на грузинском и русском языках. Избирательное блок не смог преодолеть установленный лимит, и поэтому его члены не были включены в учредительное собрание.